# Книга о граде женском
«Книга о граде женском» (фр. Le Livre de la Cité des Dames) — одно из самых известных произведений Кристины Пизанской, аллегорическое повествование, вышедшее в свет в 1405 году. Книга написана в ответ на «Роман о Розе» Жана де Мёна. В своём произведении Кристина Пизанская выступает в защиту женщин, рассказывая о самых известных из них. Все эти женщины жили в построенном ими аллегорическом «граде», и каждая героиня книги доказывает важность женщины в обществе. Кристина Пизанская также выступала за женское образование, которому посвящено отдельное произведение, «Сокровище града женского», законченное в том же году.

## История
Кристина Пизанская написала аналог произведения «О знаменитых женщинах» Боккаччо, возражая против сочинений, содержащих женоненавистнические и циничные отрывки, таких как вторая часть «Романа о Розе» (глава Старуха) или «Стенания Матеола» (Lamentationes Matheoli) Матьё из Булони (Matthaeus Bononiensis), переведённые на французский язык Жаном ле Февром.
Кристина Пизанская описывает аллегорическое общество, в котором «дама» — это женщина, которая духовна и благородна сама по себе, а не благодаря её аристократическому происхождению. Произведение описывает женские образы прошлого. Автор преподносит читателю пример женщин, которые могут вести существование, наполненное благородным смыслом, и вносить свой личный вклад в жизнь общества.
Эта книга содержит также диалоги, звучащие между тремя аллегорическими образами — богинями Разума, Праведности и Правосудия. И последняя из них обращается к Кристине Пизанской с просьбой построить метафорический город, где смогут поселиться Женщины.

## Содержание
В начале книги Кристина читает отрывок из «Стенаний Матеола» (XIII век), в котором говорится о том, что женщины делают жизнь мужчин невыносимой. Кристина расстраивается, читая эти строки, и ей становится совестно за то, что она тоже женщина. Три аллегорических образа — богини появляются перед ней, и каждая из них говорит Кристине, что поможет ей построить град женский, рассказывая о своей роли в строительстве. Богиня Разума отвечает на вопрос Кристины, почему некоторые мужчины клевещут на женщин, и помогает ей подготовить землю для города, возвести внешние стены: «Возьми лопату твоего разумения, чтобы рыть и расчищать большой котлован до глубины, указанной мной, а я буду помогать тебе и выносить на своих плечах землю». Корзины с землёй — прежние убеждения Кристины, которая в начале книги убеждена в том, что женщины действительно так плохи, как о них пишут иные авторы. Она верит им, не раздумывая над их утверждениями, но дама Разума учит Кристину размышлять, развеивая её смущение и неуверенность в себе, возникшие из-за веры писателям прошлого. Описывая даму Разума, Кристина учит не только себя, но и всех своих читателей, объясняет, что гораздо разумнее и правильнее считать женщин не бессмысленными и злыми существами, а важной частью общества.
Разум в произведении представлен женщиной с зеркалом знания в руке. И с помощью Разума, прочного цемента, способного сопротивляться времени, автор принимается строить этот город на глубоком фундаменте с высокими прочными стенами. Этот новый город строится с помощью каменных глыб, которые олицетворяют прославленных женщин Античности: Семирамида, амазонки (Томирис, Меналиппа, Ипполита, Пентесилея), Фредегонда, Клелия, Береника, Зенобия и Артемисия.
Затем Кристина Пизанская строит с помощью Праведности здания, которые будут символизировать добродетели. Праведность держит в руке линейку, чтобы измерить справедливость и несправедливость, добро и зло; эта линейка служит для того, чтобы указывать праведный путь для добрых и бичевать злых.
Правосудие держит в руке чашу, из которой она воздаёт каждому по заслугам. Эта третья аллегория, в свою очередь, поможет сказительнице завершить постройку зданий, которые она позолотит. Затем она отберет женщин, достойных переехать жить в этот город, образуя тем самым добродетельную общину. И вот город заселён и открывает свои двери царице, Деве Марии, которую сопровождают святые и мученики. Рассказчица отдаёт им ключи от города. 
Кристина Пизанская задаётся вопросом, должны ли женщины получать образование наравне с мужчинами, и почему эта идея так не нравится мужчинам. Также она затрагивает вопросы о беззаконии насилия, способности женщин к обучению и управлению обществом, в котором живут.

### Первая часть
- Мария Магдалина
- Царица Савская
- Фредегонда
- Бланка Кастильская
- Жанна д’Эврё
- Бланка Французская
- Мария Булонская
- Беатриса Наваррская
- Семирамида
- Амазонки: Томирис, Меланиппа, Ипполита, Пентесилея, Синопа, Лампето, Марпесия, Орифия
- Зенобия
- Артемисия I
- Лилия, мать Теодориха
- Камилла
- Лаодика Каппадокийская
- Клелия
- Корнифиция
- Фальтония Проба
- Сапфо
- Манто
- Медея
- Цирцея
- Кармента
- Минерва
- Церера
- Исида
- Арахна
- Памфила[англ.]
- Тимарет
- Ирина
- Иайя
- Семпрония[англ.], мать Децима Юния Брута Альбина
- Добродетельная жена[англ.]
- Гея Кирилла
- Дидона
- Опа
- Лавиния

### Вторая часть
- Сивиллы: Эритрейская сивилла, Кумская сивилла
- Девора
- Праведная Елисавета
- Анна Пророчица
- Царица Савская
- Кассандра
- Базина Тюрингская
- Кармента
- Феодора
- Дрипетрия
- Гипсипила
- Дева Клодин
- Фальтония Проба
- Гипсикратия
- Триария или Юния Калвина, дочь Гая Аппия Юния
- Артемисия
- Аргия
- Агриппина Старшая
- Юлия
- Эмилия Павла
- Ксантиппа
- Помпея Павлина, супруга Сенеки
- Сульпиция, супруга Луция Корнелия Лентула
- Женщины из Лаконии, которые спасли своих мужей от казни
- Порция
- Курия

### Третья часть
- Дева Мария Богородица
- Сёстры Богородицы и Мария Магдалина
- Екатерина Александрийская
- Маргарита Антиохийская
- Луция Сиракузская
- Блаженная Марина
- Луция
- Иустина Антиохийская
- Феодосина, Варвара Илиопольская и Дорофея
- Дева Христина Тирская
- Святые женщины, принуждённые видеть муки своих детей
- Дева Марина Антиохийская
- Блаженная Ефросиния
- Блаженная Анастасия
- Блаженная Феодота
- Святая Наталия
- Афра Аугсбургская
- Женщины, служившие апостолам

## Критические интерпретации
Книга Кристины Пизанской рассматривается современными авторами как одно из первых феминистских произведений литературы: её повествование не следует избитым приёмам риторики, используемым авторами-мужчинами, чтобы нападать или защищать женщин, а сознательно выбирает новую перспективу. Рассказчица осознаёт, что её видение самой себя на самом деле определено стереотипами той эпохи о женщинах, которые внушали им чувство собственной неполноценности по сравнению с мужчинами.
Аллегория города также отсылает к методам тренировки памяти, таким как «искусство памяти» или «театры памяти», унаследованным из Античности. Во времена, когда книга была дорогой и редкой, память становилась «библиотекой» своего владельца. Кристина Пизанская пользуется так называемым Дворцом памяти, представленным серией легко запоминаемых мест (loci), расположенных согласно логическому плану, который соответствует плану построения града.
Вначале Кристина Пизанская рассказывает о женоненавистнических тезисах Боккаччо и Жана де Мена (Jean de Meung), сравнивая их с «грязными, чёрными и неровными камнями» (ordes pierres broconneuses et noires, 643), которые необходимо удалить, чтобы начать основание города. Рассказчица удаляет один за другим эти камни, символизирующие ошибочные мнения авторов-мужчин, не щадя и таких великих людей, как Аристотель, Вергилий, Овидий и Цицерон.
Затем идет опровержение примерами, представленными с помощью красивых и блестящих камней (belles reluysans pierres, 787). Сначала идут камни, которые сформируют основание города, первым среди них становится Семирамида, знаменитая строительница Античности. Как и в других примерах, её фигура имеет впечатляющий вид — в форме статуи из латуни, с мечом в руке, волосы заплетены в одну косу: второй нет, так как царица прервала свой туалет, чтобы подавить восстание в своём царстве. Другие камни, которые составляют основу города, также соответствуют сильным женщинам, подходящим для роли укрепления. Самая «мужская» добродетель, Сила, представлена не аллегорией, а примерами, в ответ на утверждения о моральной и физической неполноценности женщин.
Поднимаясь над городом, повествование переходит к умственным добродетелям, таким как Благоразумие, также представленное примерами, которое формирует стены города. Первые здания построены по тому же плану, добавляются примеры хорошего правления (Дидона) и дочернего благочестия (Перо), часто приводимые как пример Милосердия.
Чтобы заселить этот город, выбраны женщины, являющиеся примером супружеской добродетели: это примерные супруги, героически защищающие своих мужей, целомудренные и верные.
И вот завершающий этап строительства настал: прибывает царица, Дева Мария, родоначальница женского рода (977), мистический родник, к которому женщины смогут прийти и испить все добродетели. Дева Мария будет окружена девственницами и мученицами, показывающими, что самое важное — это теологические добродетели, вера в Бога. 

## Наследие
Рукописи сочинения Кристины Пизанской сопровождались портретом автора, однако в печатных изданиях он исчез. Возможно, по этой же причине исчезло имя Кристины Пизанской, а авторство произведения приписывалось мужчине: в те времена считалось, что такого рода эрудицию и образованность не могла демонстрировать женщина. Однако исследовательница Сьюзен Грог Белл отмечает, что в те времена можно было увидеть при европейских дворах ковры с изображением отрывков из «Книги о граде женском».

## Издания
- Кристина Пизанская. Книга о Граде женском. — М.: Individuum, 2025. — 400 с. — 3000 экз. — ISBN 978-5-907696-16-7.